# 11967 Boyle
11967 Boyle este o planetă minoră (asteroid), cu un diametru de 4,758 km, din centura de asteroizi. A fost descoperită pe 12 august 1994 la Observatorul European Austral de Eric Walter Elst și a fost numită după Robert Boyle. 
Obiectul prezintă o orbită caracterizată de o semiaxă mare de 2,7435964 UAi, o excentricitate de 0,02, o înclinație de 3,9104 ° în raport cu ecliptica.